# Picot negre de les Andaman
El picot negre de les Andaman (Dryocopus hodgei) és una espècie d'ocell de la família dels pícids (Picidae) que habita els boscos de les illes Andaman.